# Patrik Olsson (fotbollsspelare)
Bengt Patrik Olsson, född 27 september 1974 i Landskrona församling, är en svensk före detta fotbollsspelare (anfallare).
Olsson lämnade sin moderklubb Asmundstorps IF 1991 för att spela i Malmö FF där han gjorde debut i Allsvenskan i mitten av 90-talet. Sedan spelade han för Trelleborgs FF i allsvenskan mellan 1998 och 2000. Efter det representerade han Bunkeflo IF.